# NGC 250
NGC 250 é uma galáxia espiral (S0-a) localizada na direcção da constelação de Pisces. Possui uma declinação de +07° 54' 36" e uma ascensão recta de 0 horas, 47 minutos e 16,0 segundos.
A galáxia NGC 250 foi descoberta em 10 de Novembro de 1885 por Lewis A. Swift.